# La Cérémonie
La Cérémonie is een Frans-Duitse film van Claude Chabrol die uitgebracht werd in 1995.
Het scenario is gebaseerd op de psychologische misdaadroman A Judgement in Stone (1977) van Ruth Rendell. Rendell vond haar inspiratie in de in Frankrijk eertijds roemruchte zaak Papin (1933) en in het toneelstuk Les Bonnes (1947) van Jean Genet. 

## Verhaal
Sophie, een introverte en schuchtere jonge vrouw, wordt aangenomen als dienstmeid van het welstellende gezin Lelièvre in een landhuis nabij  Saint-Malo. Het gezin bestaat uit Georges, zijn vrouw Catherine en hun respectievelijke kinderen uit een vorig huwelijk, de adolescenten Melinda en Gilles. Ouders en kinderen zijn breeddenkend en zeer gecultiveerd.
Sophie is ijverig en plichtbewust en kan goed koken. De Lelièvres behandelen haar met sympathie, maar vinden haar gedrag soms vreemd. Ze gaat niet in op hun aanbod om op hun kosten rijlessen te volgen. Ze maakt nooit gebruik van de vaatwasmachine. Ze verkiest te voet naar de winkel te gaan liever dan telefonisch te bestellen. Ze kan immers haar boodschappenlijst niet voorlezen. Uit schaamte verbergt ze iedereen dat ze analfabete is. 
Als ontspanning kijkt Sophie zeer veel televisie op haar kamer. Ze raakt bevriend met Jeanne, een bediende op het postkantoor die ze bij haar aankomst toevallig leerde kennen. In hun vrije tijd helpen ze soms bij een lokale katholieke hulporganisatie met het inzamelen van oude kleren en voedsel voor de armen ophalen. 
Jeanne, die de schuchtere Sophie al snel domineert, heeft ontdekt dat ze een verleden heeft. Sophie heeft ooit haar gehandicapte vader in een brand van hun huis verloren en er waren toen geruchten dat ze haar vader niet heeft willen helpen of zelfs de brand heeft aangestoken. Jeanne zelf is vervolgd geweest voor de dood van haar pasgeboren kind, maar ging vrijuit. 
Jeanne koestert haat tegen de Lellèvres, hoewel ze zich altijd vriendelijk tegenover hen gedraagt. Ze vertelt Jeanne dat Catherine een hoer zou zijn geweest. Georges Lelièvre merkt intussen dat de post die hij thuis ontvangt systematisch geopend is. Hij verdenkt Jeanne ervan hierachter te zitten en dient klacht tegen haar in. Als de Lelièvres merken dat Sophie soms Jeanne in hun huis binnenlaat en op haar kamer ontvangt, verbiedt Georges haar om dit nog te doen. 
Op een dag is Sophie alleen in het huis met Melinda. Ze luistert een telefoongesprek tussen Melinda en haar vriend af waarin Melinda zegt dat ze wellicht zwanger is en het moeilijk heeft om dit aan haar ouders te vertellen. Meteen daarop ontdekt Melinda toevallig dat Sophie niet kan lezen. Ze maakt er een meelevende opmerking over. Sophie reageert bijzonder bits en dreigt ermee haar ouders te vertellen over Melinda’s zwangerschap als die iets over haar analfabetisme verklapt. Maar Melinda vertelt nog diezelfde avond alles aan haar ouders. Georges wil veel begrip tonen maar kan niet aanvaarden dat een dienstmeid chantage pleegt op zijn dochter en ontslaat haar op staande voet. Ze mag echter nog een week haar kamer in het huis blijven bewonen.
De volgende dagen blijven Sophie en Jeanne samen optrekken. Ze gaan oude kleren voor de hulporganisatie ophalen, maar Jeanne doet bijzonder denigrerend tegen mensen die versleten of vuile kleren afgeven. Het regent daardoor klachten en de pastoor die de inzameling leidt, stuurt hen weg.
Die avond gaan ze in alle stilte naar het landhuis, waar het hele gezin Lelièvre voor de televisie zit voor een uitzending van de opera Don Giovanni. Het gezin is immers zeer melomaan en Melinda neemt het geluid op met de cassetterecorder die ze pas van haar vriend gekregen heeft. 
Jeanne zet Sophie aan om naar de slaapkamer van Georges en Catherine te gaan, waar ze het bed bevuilen en de kleren kapot trekken. Vervolgens vinden ze Georges’ jachtgeweren, die ze laden. Het lawaai dat ze maken lokt Georges van het televisiescherm weg. Hij betrapt hen met de geweren in hun hand, maar ze schieten hem meteen neer. De twee vrouwen herladen hun geweren en begeven zich naar de drie andere leden van het gezin, die nog steeds voor de televisie zitten, om ze in koelen bloede dood te schieten. 
De twee spreken vervolgens af dat Sophie de politie zal verwittigen nadat ze de sporen van hun betrokkenheid heeft uitgewist. Ze zal vertellen dat ze de Lelièvres dood gevonden heeft toen ze thuis kwam. Jeanne vertrekt daarop en neemt als buit de cassetterecorder van Melinda mee. Als ze met haar 2CV het landgoed uitrijdt, valt de motor uit zodat de wagen dwars op de weg stilstaat. Enkele ogenblikken later wordt ze aangereden door een snel rijdende auto.
Sophie heeft alle sporen uitgewist als ze merkt dat er auto’s met zwaailichten voor de uitrit staan. Ze gaat kijken en ziet dat Jeanne dood wordt afgevoerd. De auto die haar aanreed werd bestuurd door de pastoor die hen eerder had weggejaagd. De politie vindt in de 2CV de cassetterecorder. Daarop is de opname te horen van de opera, verstoord door de geweerschoten en de stemmen van Jeanne en Sophie…

## Rolverdeling
| Acteur                | Personage                                |
| --------------------- | ---------------------------------------- |
| Sandrine Bonnaire     | Sophie, de meid van de familie Lelièvre  |
| Isabelle Huppert      | Jeanne                                   |
| Jean-Pierre Cassel    | Georges Lelièvre                         |
| Jacqueline Bisset     | Catherine Lelièvre, de vrouw van Georges |
| Virginie Ledoyen      | Melinda Lelièvre, de dochter van Georges |
| Valentin Merlet       | Gilles Lelièvre, de zoon van Catherine   |
| Jean-François Perrier | de priester                              |
| Dominique Frot        | mevrouw Lantier                          |